# Schizocosa uetzi
Schizocosa uetzi este o specie de păianjeni din genul Schizocosa, familia Lycosidae, descrisă de Stratton, 1997. Conform Catalogue of Life specia Schizocosa uetzi nu are subspecii cunoscute.